# Antonio Bailetti
Antonio Bailetti (n. 29 septembrie 1937, Nanto, Veneto, Italia) este un ciclist de performanță ce a reprezentat Italia, medaliat olimpic. A participat la o ediție a Jocurilor Olimpice (1960) în care a câștigat o medalie de aur.